# Perilissus concolor
Perilissus concolor là một loài tò vò trong họ Ichneumonidae.